# Danh sách đĩa nhạc của Tlinh

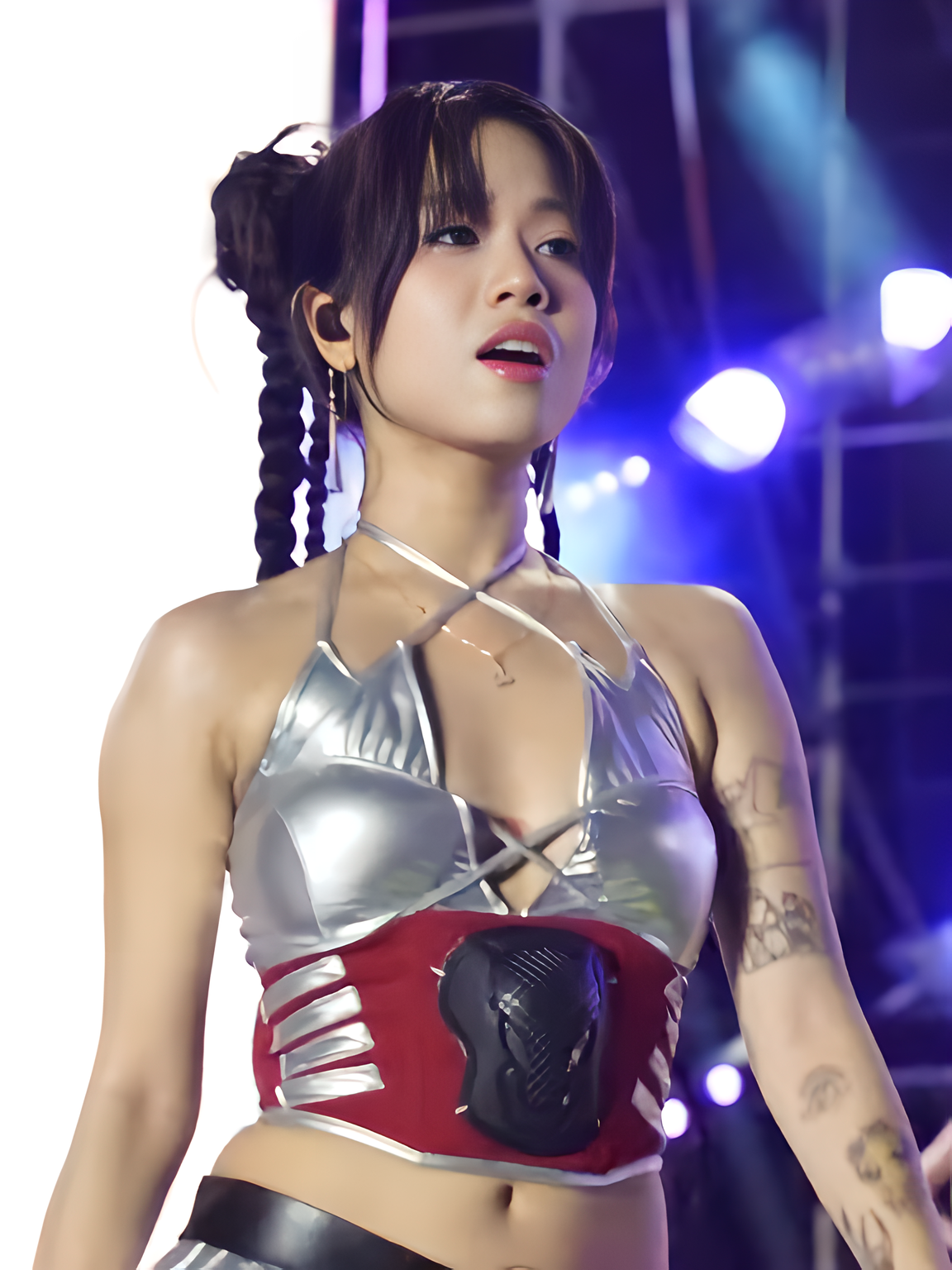

Nguyễn Thảo Linh (sinh ngày 7 tháng 10 năm 2000), thường được biết đến với nghệ danh Tlinh (viết cách điệu: tlinh), là một nữ rapper, ca sĩ kiêm nhạc sĩ sáng tác bài hát và vũ công người Việt Nam. Bài viết này liệt kê đĩa nhạc của Tlinh.

## Album phòng thu
- Ái (2023)

## Đĩa mở rộng
Đĩa mở rộng Siren Re-Imagined cùng bốn đĩa đơn "Đìu anh luôn giữ kín trong tym" (2pillz Remix) và phiên bản trình diễn trực tiếp cùng Coco và Teddy Doox Remix của "Gái độc thân" cũng được phát hành nhằm tạo dấu ấn cho bản gốc. Và sau đó "Vài câu nói có khiến người thay đổi" được đưa tiếp vào đĩa đơn maxi "Dự báo thời tiết hôm nay mưa".
FLVR
Phiên bản Chariot Remix của "Siren" phát hành vào ngày 5 tháng 8, phiên bản The Goodboi Flip của "Không cần phải nói nhiều" phát hành vào ngày 27 tháng 11; phiên bản Phongkhin Remix của "Thích quá rùi nà" phát hành vào ngày 29 tháng 11.

## Đĩa đơn
Đĩa đơn "Ghệ iu dấu của em ơi (Sped Up + Instrumental)". Phiên bản đĩa đơn "Nữ siêu anh hùng (Sped Up & Slowed + Reverb)" cũng được phát hành nhằm tạo dấu ấn cho bản gốc.
"Better" (phiên bản drum và bass) của Tyo Ly
"Fever"
"Ai mà biết được" của Soobin Hoàng Sơn
Đĩa đơn "Better" cùng Tyo Ly phát hành vào ngày 16 tháng 11 và đĩa đơn "Mắt xanh" cùng Gill, Kewtiie phát hành vào ngày 10 tháng 12 từ đĩa mở rộng In Love Lately.
Năm 2021, Tlinh đồng sáng tác và góp giọng trong ba ca khúc "You Are Mine" (phiên bản đầu tiên của đĩa đơn "Không cần phải nói nhiều"), "Làm chủ cuộc chơi" và "You Might Call". Cả 3 ca khúc này từng được trình diễn tại chương trình nhảy múa Những giấc mơ bỏ ngỏ của nhóm nhảy Last Fire Crew và sau đó đã được phát hành chính thức trong album tổng hợp cùng tên của nhóm.